# WPVI-TV
WPVI-TV est une station de télévision américaine ayant une autorisation pour la zone de couverture de Philadelphie en Pennsylvanie et la Vallée du Delaware. Elle est détenue et exploitée par American Broadcasting Company. Les studios sont situés au 4100 City Avenue à Philadelphie et l'émetteur est situé à la frontière du Comté de Montgomery.

## Historique
Le 13 septembre 1947, la société Triangle Publications, éditrice du The Philadelphia Inquirer, lance la chaîne de télévision WFIL-TV. Alors que la radio WFIL-AL est affiliée à ABC, et même avant au NBC Blue Network, WFIL-TV s'affilie au DuMont Television Network. WFIL-TV devient l'une des premières stations à émettre ABC, avant même que la première chaîne détenue et exploitée directement par ABC, WJZ-TV à New York (depuis WABC-TV) ne commence ses émissions que le 18  avril 1948. WFIL-TV diffuse depuis des studios installés à l'angle de la 46th Street et de Market Street (39° 57′ 32″ N, 75° 12′ 48″ O). En août 1948, WFIL-TV signe une affiliation avec ABC mais conserve une affiliation secondaire avec DuMont.
En 1956, avec la fermeture du réseau DuMont, WPVI-TV perd sa seconde affiliation. En 1957, WPVI-TV construit avec WRCV-TV (détenue par NBC) un nouvel émetteur de 1 100 pieds (335 m) pour remplacer celui d'origine 600 pieds (183 m) qui permet de couvrir presque l'intégralité du Delaware et l'aire métropolitaine d'Allentown-Bethlehem-Easton (ou Lehigh Valley)
En 1963, WPVI-TV installe ses locaux sur la City Avenue juste en face de ceux de WCAU-TV, installé là depuis 1952. Les anciens locaux sont vendus et offert en 1964 par l'ambassadeur Walter Annenberg à la chaîne publique WHYY-TV. WHYY-TV avait changé plusieurs fois de locaux avant 1964 et continuera à le faire, déménageant dès février 1979.
En 1968, la Federal Communications Commission (FCC) interdit les sociétés de média d'avoir un journal et une télévision dans la même zone de marché mais autorise quelques exceptions comme clause d'antériorité. Triangle a demandé une telle clause mais a été débouté. En 1969, Triangle Publications revend donc les journaux The Philadelphia Inquirer et Philadelphia Daily News à Knight Ridder.
En 1971, le gouverneur de Pennsylvanie Milton Shapp proteste que Triangle Publications a utilisé ses médias, WFIL-TV, WLYH-TV à Lebanon et WFBG-TV à Altoona pour le discréditer dans la campagne au poste de gouverneur. La FCC demande à Triangle Publications de revendre ses stations de radio et de télévision. Capital Cities Communications rachète les actifs de Triangle mais en échange doit revendre les stations de radio et se séparer d'une de ses stations de télévision pour répondre aux réglementations. Capital Cities conserve WFIL-TV mais la renomme WPVI-TV le 27 avril 1971.
Le 5 septembre 1985, Capital Cities Communications fusionne avec ABC et se rebaptise Capital Cities/ABC.
Le 9 février 1996, The Walt Disney Company finalise son rachat de Capital Cities/ABC et rebaptise sa nouvelle filiale ABC Inc.

## Télévision numérique terrestre
Le signal numérique de la chaine est un multiplexe :
| Canal virtuel | Image | Ratio | Programmation                             |
| ------------- | ----- | ----- | ----------------------------------------- |
| 6.1           | 720p  | 16:9  | Programmation principale WPVI-TV / ABC HD |
| 6.2           | 720p  | 16:9  | Live Well Network                         |
| 6.3           | 480i  | 4:3   | Live Well Network                         |